# Auckland
Auckland (maorski: Tāmaki-makau-rau) je najveći grad Novog Zelanda. U gradskoj metropolitanskoj regiji (širi prostor grada) živi trećina novozelandskog stanovništva. Nalazi se na uskoj kopnenoj prevlaci na sjeveru novozelandskog Sjevernog otoka.

## Povijest
Na prostoru Aucklanda je oko 1350. godine nastalo naselje Maora nazvano Tāmaki-makau-rau. Europljani su na taj prostor stigli u prvoj polovini 19. st. 1832. godine je Joseph Brooks Weller kupio taj prostor od Maora. 1840. je novozelandski guverner William Hobson odlučio tamo sagraditi novi glavni grad Novog Zelanda koji je nazvao Auckland prema engleskom potkralju Indije Georgeu Edenu, grofu od Aucklanda. 1841. je Auckland proglašen glavnim gradom i to je bio do 1865. kad je glavni grad preseljen u Wellington.
Od sredine 19. st. se u grad doseljavaju mnogi Europljani te brzo raste. U njemu se posebno razvija trgovina. U 20. st. se grad dalje razvija i gradi se prometna infrastruktura (željeznice i ceste).

## Zemljopis
Auckland se nalazi na sjeveru Sjevernog otoka, na uskoj kopnenoj prevlaci koja spaja Sjeverni aucklandski poluotok (North Auckland Peninsula) s ostatkom Sjevernog otoka. Sjeverni aucklandski poluotok je veliki poluotok koji se pruža duboko u more na sjeveru Sjevernog otoka. U prostoru Aucklanda je vrlo razvedena obala. Grad je smješten na uskom pojasu kopna između zaljeva Manukau Harbour na jugozapadu (Tasmanovo more) i Waitemata Harbour na sjeveroistoku (Tihi ocean). Prema tome Auckland ima obalu na dva mora. Waitemata Harbour je dio većeg zaljeva Hauraki. U zaljevu Hauraki se nalazi otok Waiheke Island na kojem postoje naselja koja se smatraju dijelom šireg gradskog prostora Aucklanda. U blizini je i vulkanski otok Rangitoto Island s istoimenim vulkanom. Kroz grad teče kratka rijeka Tamaki koja izvire i ulijeva se u more na prostoru grada.
Reljef na prostoru grada je brdovitog vulkanskog postanka. Oko grada postoji 50 vulkana koji su većinom ugašeni. Najveći je vulkan Rangitoto na istoimenom otoku koji se formirao u posljednjih 1000 godina i oko 1300. godine u erupciji uništio maorsko naselje. U okolici postoje gore Hunua Ranges i Waitakere Ranges. Tlo je većinom kamenito nastalo od stvrdnute vulkanske lave.
Klima je umjereno-topla s vrućim ljetima i blagim zimama. Više padalina padne zimi (od travnja do rujna). Auckland se smatra najtoplijim i najsunčanijim gradom Novog Zelanda. S obzirom na veliku razvedenost obale i brdovit reljef postoje značajne mikroklimatske razlike u pojedinim dijelovima grada.
Metropolitanska regija Aucklanda obuhvaća širok prostor s više okolnih naselja koja su s Aucklandom spojena u konurbaciju. Najvažnija su Manukau City, Waitakere City, North Shore City, Papakura District, Rodney District i Franklin District.

## Znamenitosti
Auckland je moderan grad s brojnim poslovnim tornjevima. Najvažnija građevina je telekomunikacijski toranj Sky Tower, s 328 m visine najviša građevina južne Zemljine polutke. Zanimljiva je gradska vijećnica s jednom od najakustičnijih koncertnih dvorana na svijetu i konferencijski centar Aotea. Popularne su trgovačke ulice High Street, Queen Street, Ponsonby Road i Karangahape Road. Most Harbour Bridge preko zaljeva Waitemata je jedan od najpoznatijih simbola grada.
Auckland je značajan nautički centar s velikom marinom (zato se naziva „grad jedara”). Najznačajniji park je Auckland Domain. U gradu ima mnogo drugih parkova i zelenila. Turistički su zanimljivi vulkanski vrhovi Mount Eden (najviši vrh u prostoru Aucklanda s prostranim kraterom), Mount Victoria (vulkanski vrh sa spektakularnim pogledom na grad) i One Tree Hill (vulkan koji dominira južnim predgrađima).
Sveučilište u Aucklandu najveće je sveučilište na Novom Zelandu.

## Gospodarstvo
Auckland je gospodarsko središte Novog Zelanda. „Auckland CBD” je poslovni i financijski centar s brojnim bankama i sjedištima poduzeća. Najvažnija djelatnost je trgovina. Auckland je jedan od najvažnijih svjetskih nautičkih središta i razvijen je turizam. Značajne su i lučke djelatnosti.

## Stanovništvo
Najbrojnije iseljeničke skupine u gradu su Hrvati i Irci; Hrvata i osoba hrvatskoga podrijetla je oko sto tisuća. Hrvati se okupljaju u Folklornom ansamblu Kralj Tomislav.